# Hvězdy těžký to maj
Hvězdy těžký to maj (2024) je šesté studiové album skupiny Poletíme?. Obsahuje 14 autorských písniček frontmana skupiny Rudolfa Brančovského.
Prvním singlem vydaným více než rok před vydáním alba je písnička Můžeš mi říct, ke které vznikl klip, ve kterém hrají David Vávra, Marie Ludvíková a Milan Šteindler. Další videoklipy vznikly postupně k písním Už nechci bejt muzikant, Hvězdy těžký to maj a Poníci. K písni Mo, kterou Rudolf Brančovský zpíval už se svou předchozí skupinou Veselá zubatá, vzniklo  lyric video.

## Seznam písniček
1. Hvězdy těžký to maj – 2:55
2. Poníci – 3:45
3. Princezna – 2:58
4. Nehlaď mě proti srsti – 2:46
5. V noci jsou písničky potišejší – 3:05
6. Hendmejdmjůzik – 2:55
7. Potetovaná – 2:39
8. Konec světa – 3:26
9. Holka s bosejma nohama – 3:43
10. Mo – 3:03
11. Vrtulka – 3:57
12. Můj pejsek – 2:51
13. Můžeš mi říct – 2:48
14. Už nechci bejt muzikant – 4:07